# Ilse Fuglsang-Visconti
Ilse Fuglsang-Visconti (* 31. Mai 1895 in Hadersleben; † 20. Oktober 1988 ebenda) war eine dänische Komponistin.

## Leben und Wirken
Ilse Fuglsang war eine Tochter des Malzfabrikanten Sophus Fuglsang und dessen Ehefrau Marie Magdalene Martha Krause. Die Mutter war eine Tochter des Musiklehrers Adolf Krause, der am Lehrerseminar in Tondern unterrichtete. Ihr Elternhaus mit vier jüngeren und einem älteren Geschwistern galt als äußerst musikalisch.
Fuglsang besuchte die Auguste-Viktoria-Schule in Hadersleben und wechselte im Alter von 14 Jahren in eine Aufbauklasse für höhere Töchter, in der sie ein Jahr blieb. Der Musiklehrer und Domorganist Julius Huth erteilte ihr in Hadersleben qualifizierten Klavierunterricht. Anschließend besuchte sie ein Jahr lang ein Internat in Dresden mit musikalischen Schwerpunkt. Hier lernte sie bei dem Klavierprofessor Otto Weinreich. 1912 verlobte sie sich mit einem in Hadersleben stationierten Oberstleutnant, der während des Ersten Weltkriegs im Januar 1915 starb.
Ab dem Wintersemester 1915/1916 studierte Fuglsang, mütterlichem Rat folgend, Musik am Königlich Württembergischen Konservatorium in Stuttgart. Als Hauptfach wählte sie Klavierspiel. Zu ihren Lehrern gehörte Max von Pauer, der auf ihr Kompositionstalent aufmerksam wurde und sie zu einem Wechsel des Studienfachs bewog. 1918 setzte sie das Studium mit dem Hauptfach Komposition bei Joseph Haas und später bei Ewald Sträßer fort. 1920 musste sie das Studium aufgrund von Unterernährung beenden. Nach einem Jahr Pause nahm sie Privatunterricht in Stuttgart.
1923 ging Fuglsang wieder nach Hadersleben. Sie schrieb sechs Lieder für Gesangsstimme und Klavier und Klaviervariationen über Ade zur guten Nacht, die 1925 in den Druck gingen. Ihr Freundin und spätere Schwägerin Grete Visconti führte diese bei einem Prüfungskonzert an der Musikhochschule Stuttgart und im April 1921 bei einem Konzert im Lübecker Logensaal auf.
Am 12. Oktober 1927 heiratete Ilse Fuglsang Guido Maria Anton Visconti (* 8. September 1898 in Pettau; † 1. Mai 1977 in Hadersleben), mit dem sie eine Tochter hatte. Ihr Ehemann arbeitete anfangs im Hochofenwerk Lübeck und leitete danach verschiedene Stahlwerke, darunter in Riesa, wohin Fuglsang-Visconti mit ihm zog. 1935 verlegte das Ehepaar den Wohnsitz nach Gelsenkirchen, wo Guido Visconti bis 1943 arbeitete. Danach ging die Familie nach Ternitz. Nach dem Ende des Zweiten Weltkriegs nahmen 1945 sowjetische Besatzer das Haus der Familie in Beschlag. Die Viscontis machten sich daraufhin mit wenigen Habseligkeiten auf den Weg nach Klagenfurt, wo die Mutter von Guido Visconti lebte. Fuglsang-Visconti verlor aufgrund der Flucht und Bombentreffern ihres Verlages in Köln fast alle ungedruckte Kompositionen, bei denen es sich um mehr als 100 Lieder und Kammermusik handelte.
Von 1945 bis 1949 wohnte die Familie Visconti auf engem Raum in einem zerbombten Haus in Klagenfurt. Danach zogen sie nach São Paulo und später in den Bundesstaat Minas Gerais. Fuglsang-Visconti verarbeitete in ihren Kompositionen brasilianische Volksmusik und nahm an einem Wettbewerb des Verlags Irmãos Vitale aus São Paulo teil. Mit „Canção da noite“, einem Abendlied für Klavier und Violoncello, gewann sie den ersten Preis. Die Komposition ging später in den Druck. Während der 1950er Jahre schrieb sie weitere Kompositionen. Nachdem Guido Visconti den Ruhestand angetreten hatte, ging die Familie aufgrund der familiären Beziehungen nach Hadersleben.
Seit den 1980er Jahren nahm das Interesse an von Frauen geschaffener Kunst zu. Fuglsang-Visconti erlebte daher noch selbst Anerkennung ihres Schaffens. Während des „Deutschen Tages“ im November 1986 waren Lieder aus ihrer Jugendzeit nach verschiedenen Dichtern bei einer Matinee an der Forschungshochschule in Hadersleben zu hören. Danach entstand eine Schallplatte mit dem Titel Romantische Lieder. Anlässlich ihres 92. Geburtstages erfolgte eine Aufführung des Klavierstücks Westwind und dreier Sätzen aus der Suite für Klavier im Saal des Jugendhofs Knivsberg.

## Stil
Fuglsang-Visconti komponierte im Stil der Spätromantik und folgte dabei vorherigen deutschen Komponisten. Sie schrieb schlichte, aber nicht anspruchslose Klavierwerke, wobei sie auf Virtuosität verzichtete und sich von Salonmusik fernhielt. Bei Harmonie, Rhythmik und Führung der Singstimme orientierte sie sich insbesondere an Johannes Brahms und versuchte, dessen Klangformen mit den reduzierten Möglichkeiten eines Klaviers umzusetzen. Sie verarbeitete polyphone Elemente im Stil von Robert Schumann und verließ gelegentlich die übliche Tonalität, komponierte aber nie eindeutig im Sinne der modernen Musik.